# Фонсека, Мануэл да (писатель)
Мануэл да Фонсека (при рождении Мануэл Лопиш Феррейра Фонсека; порт. Лула да Силва Manuel da Fonseca; 15 октября 1911, Сантиагу-ду-Касен — 11 марта 1993, Лиссабон) — португальский прозаик и поэт, сценарист, журналист,
основоположник неореализма в португальской литературе, один из основоположников португальской неореалистической поэзии.

## Биография
Образование получил в Лиссабоне. Учился в Колледже Васко да Гама (Colégio Vasco da Gama), Лицее Камоэнса, Эскола Лузитания и Школе изящных искусств.
Занимался журналистикой, сотрудничал с журналами: «O Diabo», «Vértice», «O Diário», «Seara Nova», «A Capital», «Atlântico» и др. Состоял в Португальской коммунистической партии.

## Творчество
Первый сборник стихов «Роза ветров» (Rosa dos ventos) опубликовал в 1940 году.
Дебютировал как прозаик в 1942 году сборником рассказов «Saat des Winds», который был запрещён диктатурой Салазара.
С самого начала своего творчества был связан с деятелями неореализма. Как и других неореалистов его глубоко интересовала преимущественно жизнь крестьянства, в мельчайших подробностях он описывал особенности сельского быта. Произведения Мануэла да Фонсеки глубоко реалистичны. Их психологизм обусловлен своеобразием судьбы, характера и стремления каждого героя. Круг тем и проблем писателя чрезвычайно широк — он пишет и о крестьянах плоскогорья Алентежу, и о садоводах долины Тежу, и о рыбаках, ремесленниках, нищих, о молодых интеллигентах, и о мелких провинциальных буржуа. Глубокий интерес к жизни человека помог автору реалистично и с чувством глубокой преданности изобразить современную ему Португалию — с его проблемами и радостями.
Его также считают видным летописцем региона Алентежу.
Он также писал сценарии для португальского кино, частично основанные на его собственных произведениях. Снимался как актёр в кино (фильм «O Trigo eo Joio», 1965), несколько раз появлялся в литературных программах и ток-шоу на португальском телевидении.
Автор сборников стихов: «Роза ветров» (1940), «Равнина» (1941), «Избранные стихотворения» (1958); романов «Серромайор» (1943), «Посеешь ветер…» (1958); сборников рассказов: «Новая деревня» (1942), «Огонь и пепел» (1953) и др. книг.

## Избранная библиография
- Rosa dos ventos (стихи), 1940
- Planície (стихи), 1941
- Aldeia nova, 1942 и 2009
- O fogo e as cinzas, 1942 и 2005
- Cerromaior (роман), 1943 и 2005
- Nortada (новелла), 1952
- Poemas completos (сборник стихов, 1958)
- Seara de vento (роман), 1958 и 2004
- Um anjo no trapézio, 1968 и 2005
- Tempo de solidão, 1973 и 2005
- Antologia poética, 1976
- Crónicas algarvias (хроника), 1986 и 2005
- À lareira, nos fundos da casa onde o Retorta tem o café (хроника), 2000
- Pessoas na paisagem, 2002
- Obra poética, 2005

## Избранные сценарии
- Посеешь ветер (1975)
- Трое счастливчиков (1952)